# خوسيه غوميز (لاعب رماية)
خوسيه غوميز (بالإسبانية: José Gómez)‏ هو لاعب رماية غواتيمالي، ولد في 14 سبتمبر 1919.

## وصلات خارجية
- خوسيه غوميز على موقع أوليمبيديا (الإنجليزية)